# Котлуй
Котлу́й (Котлуга) — річка в Україні, в межах Таращанського району Київської області. Права притока Росі (басейн Дніпра).

## Опис
Довжина 26 км, площа басейну 136 км². Похил річки 2,5 м/км. Долина трапецієподібна, завширшки до 1,5 км, завглибшки до 30 м. Річище звивисте, завширшки до 5 м. Споруджено декілька ставків (у середній та нижній течії — каскад ставків).

## Розташування
Котлуй бере початок на південь від села Лісовичі. Тече спершу на північ, далі — на північний схід, у пониззі — на схід. Впадає до Росі неподалік від східної околиці села Бовкун за 141 км від її гирла.
Притоки: Голубка, Кржива (ліві).

## Населені пункти
Над річкою розташовані села: Лісовичі, Кирдани і Бовкун, а також місто Тараща.